# Xã Dean, Quận LaMoure, Bắc Dakota
Xã Dean (tiếng Anh: Dean Township) là một xã thuộc quận LaMoure, tiểu bang Bắc Dakota, Hoa Kỳ. Năm 2010, dân số của xã này là 224 người.